# All About Lisa
All About Lisa, llamado Lisa al desnudo en España y Todo sobre Lisa en Hispanoamérica, es el vigésimo y último capítulo de la decimonovena temporada de la serie animada Los Simpson, emitido originalmente el 18 de mayo de 2008 y el 5 de octubre de 2008 en Hispanoamérica. El episodio fue escrito por John Frink y dirigido por Al Jean. Drew Carey fue la estrella invitada. En el episodio, Lisa se convierte en la becaria de Krusty el payaso y luego de hacer un acto en el programa, termina reemplazando a Krusty. Mientras tanto, Bart y Homero coleccionan monedas juntos, intentando buscar una rarísima moneda de 1917.

## Sinopsis
Todo comienza con la entrega de los "Springfield Media Awards" donde muchos famosos están presentándose. Y mientras se hacía entrega de premios, se escucha la voz del narrador, quien es el actor secundario Mel, y éste habla acerca de la premiada del momento, quien era Lisa.
Todo inició cuando Krusty el payaso celebra su episodio #400, y en este programa, Krusty empieza a recordar a los Krusqueteros que estaban con él. Por lo que lanza el comunicado de que se anda buscando a un nuevo Krusquetero. Bart audiciona para ser uno de ellos, aunque muchos niños audicionan. Y aunque Bart demuestra mayor talento que los demás, Krusty elige de manera injusta a Nelson y este termina ocupando su lugar gracias a su madre, quien sobornó a Krusty. Tras eso Lisa hace un reclamo a Krusty por lo que hizo con Bart, Lisa le sugiere a Krusty que sea su becario, pero Krusty termina poniendo a Lisa como su becaria y su nueva asistente. Llega a ser una buena asistente gracias a los consejos de Mel Patiño, a pesar de que Krusty es un pesado. Pero luego debutaría en la televisión reemplazando a Mr Tiny en un sketch y poco a poco, Lisa adquiere más espacio en la televisión. Y todo esto culminó cuando el agente de Krusty le hace saber a su cliente que estaba empezando a caer como figura televisiva y Lisa adquiere más popularidad. Krusty piensa que no es así, su agente le dice que en ese momento había un ensayo de programa, Krusty piensa que no lo hay porque si lo hubiese, su asistente se lo informaría, y así Krusty nota que Lisa lo saboteó. Mientras que a Lisa le llega la oportunidad de reemplazar al mismo Krusty a lo cual, ella aparenta humildad pero termina accediendo y convirtiéndose en la nueva sensación de la televisión infantil, arruinando la carrera de Krusty tras comenzar su propio programa.
Bajo una situación paralela, Bart con un sentimiento de rencor sobre la audición fallida, empieza a estar triste pero Homer le sugiere buscar un pasatiempo, por lo que van al "Calabozo del Androide" donde Jeff Albertson les sugiere coleccionar un libro de monedas y además, le regala una moneda antigua para que comiencen bien con su nuevo pasatiempo. Pronto, Homer y Bart empiezan a recolectar monedas, algunas de ellas las obtienen robando a la gente. Y llegan a coleccionar todo pero les falta una moneda más: La moneda de los Lincoln que se "besan". Y Bart averigua que esa moneda fue acuñada erróneamente y que, además, sería subastada en Springfield. Al momento de la subasta, Homer propone 5 $us pero el Sr Burns le pone 500 $us. Homer pone 501 pero Burns paga millones por lo cual, gana la subasta. Notando que el Sr Burns adquiere la moneda, Bart termina triste pero Homer busca que Burns le ayude para que obtenga la moneda, pero Burns no acepta su petición, Homer le pide que le de cambio de 5 centavos, Burns le da 4 pensando que engañó a Homer pero resultó ser engañado por este. De esa manera, completan la colección, la cual, la guardan en un librero para nunca más verlo.
Antes de la premiación, Lisa camina junto a Mel Patiño en un salón donde él había triunfado como Lisa ya lo había hecho, Mel le habla que todas esas personas de un salón de la fama, terminan en malos sitios y al mismo tiempo olvidados, hasta que ven el retrato de un artista, el cual resultó ser Mel. Y este trata de convencer a Lisa de que no termine como él. Y Lisa entiende que podría arruinar su vida en torno a la fama. Y en el momento de recibir el premio "Entertainer of the Year at the Springfield Media Awards", se da cuenta de que no puede dirigir el espectáculo de todos después de conocer la historia del Mel Patiño, decide abandonar la televisión y cederle a alguien que está acostumbrado a ese tipo de vida sin sentido: Krusty. Por lo cual, Lisa se retira mientras que Krusty regresa a la televisión.
Al final del episodio, Mel (como narrador) se da cuenta de que Lisa había hecho lo correcto pero piensa que esta acción le causa envida porque a Mel le tocaba vivir humillaciones tal que como aparece al final: Krusty está vestido de perro y Mel de un hidrante de agua. Y hacen el programa a pesar de que Mel tenía que ir al hospital por su esposa ya que, ésta daría a luz.